# Gold (album RSC)
Gold – album polskiej grupy RSC, wydany w 2000 roku, nakładem Koch International.
Płyta jest zapisem koncertu zarejestrowanego w Rzeszowie w dniu 23 maja 2000 roku, oprócz utworów 1, 3, 7, 14, które pochodzą z wcześniejszych sesji studyjnych. Album w 2004 roku doczekał się reedycji pod nazwą The Best – Życie to teatr, wydanej przez MTJ. Reedycja nie zawiera utworu „Madryt”.

## Lista utworów
1. „Jeśli czekasz” (muz. Piotr Spychalski, sł. Zbigniew Działa) – 4:37
2. „Kradniesz mi moją duszę” (muz. Andrzej Wiśniowski, sł. Zbigniew Działa) – 5:05
3. „Maraton rockowy” (muz. Andrzej Wiśniowski, sł. Zbigniew Działa) – 4:19
4. „Tego nie wiem” (muz. Wiktor Kucaj, Zbigniew Działa, sł. Zbigniew Działa) – 4:23
5. „Fabryka snów” (muz. Andrzej Wiśniowski, Piotr Spychalski, sł. Zbigniew Działa) – 3:18
6. „Życie to teatr” (muz. Piotr Spychalski, Zbigniew Działa, sł. Zbigniew Działa) – 6:04
7. „W ucieczce przed sobą” (muz. Andrzej Wiśniowski, Piotr Spychalski, sł. Zbigniew Działa) – 3:32
8. „Pralnia mózgów” (muz. Andrzej Wiśniowski, sł. Zbigniew Działa) – 4:13
9. „Z kroniki wypadków” (muz. Andrzej Wiśniowski, Piotr Spychalski, sł. Zbigniew Działa) – 3:58
10. „Wolny będziesz szedł” (muz. Piotr Spychalski, Zbigniew Działa, sł. Zbigniew Działa) – 4:52
11. „Nocny kurs” (muz. Andrzej Wiśniowski, Piotr Spychalski, sł. Zbigniew Działa) – 5:00
12. „Oniemiałe miasto” (muz. Wiktor Kucaj, Zbigniew Działa, sł. Zbigniew Działa) – 4:24
13. „Patrzę na wschód” (muz. Wiktor Kucaj, Zbigniew Działa, sł. Zbigniew Działa) – 6:55
14. „Madryt” (muz. Wiktor Kucaj, sł. Zbigniew Działa) – 7:16

## Autorzy
- Wiktor Kucaj – instrumenty klawiszowe
- Michał Kochmański – perkusja
- Krzysztof Dziuba – gitara basowa
- Witold Stepaniak – śpiew
- Waldemar Rzeszut – gitara
- Andrzej Balawender – skrzypce

## Wydania
2000, Koch International Poland, CD 52248-2
2000, Koch International Poland, MC 52248-4